# Quelque part, mon fils

Quelque part, mon fils (Mein eigen Fleisch und Blut) est un téléfilm allemand, réalisé par Vivian Naefe, diffusé le 9 septembre 2011 sur Arte.

## Fiche technique
- Titre allemand : Mein eigen Fleisch und Blut
- Réalisateur : Vivian Naefe
- Scénario : Britta Stöckle
- Photographie : Peter Döttling
- Musique : Sebastian Pille
- Durée : 89 minutes

## Distribution
- Veronica Ferres : Franziska
- Kostja Ullmann : Oliver
- Gundi Ellert : la mère
- Sonja Gerhardt : Sandy
- Gabrielle Odinis : Lara
- August Zirner (en) : Robert
- Thomas Sarbacher : Thorsten
- Johann Adam Oest : le père
- Katharina Müller-Elmau : Mimi